# SATU
| Viadukt bei Paço de Arcos |         |                                           |                                           |
| |         |                                           |                                           |
| Streckenlänge: | 1,15 km |                                           |                                           |
| Spurweite: | ? mm    |                                           |                                           |
| |         |                                           |                                           |
| \| \| 0000 \| Linha de Cascais → Cascais \| Linha de Cascais → Cascais \| \| \| 0,000 \| Navegantes (Paço d’Arcos) \| Navegantes (Paço d’Arcos) \| \| \| \| Linha de Cascais → Lissabon Cais do Sodré \| \| \| \| \| × Ribeira de Paço de Arcos \| \| \| \| \| Tapada \| \| \| \| 1,150 \| Fórum \| Fórum \| \| \| 0000 \| \| \| \| \| \| Boa Viagem \| (2. Abschnitt) \| \| \| 2,520 \| Lagoas Park \| (2. Abschnitt) \| \| \| \| Campo da Bola \| (3. Abschnitt) \| \| \| \| Mercado \| (3. Abschnitt) \| \| \| \| Leião \| (3. Abschnitt) \| \| \| \| Taguspark \| (3. Abschnitt) \| \| \| \| L.ª Sintra → Lissabon Rossio \| \| \| \| \| Agualva/Cacém / São Marcos \| (3. Abschnitt?) \| \| \| \| L.ª Sintra → Sintra \| \| |         |                                           |                                           |
| | 0000    | Linha de Cascais → Cascais                | Linha de Cascais → Cascais                |
| U-Bahn-Haltepunkt / Haltestelle | 0,000   | Navegantes (Paço d’Arcos)                 | Navegantes (Paço d’Arcos)                 |
| U-Bahn-Strecke |         | Linha de Cascais → Lissabon Cais do Sodré | Linha de Cascais → Lissabon Cais do Sodré |
| |         | × Ribeira de Paço de Arcos                |                                           |
| U-Bahn-Haltepunkt / Haltestelle |         | Tapada                                    | Tapada                                    |
| U-Bahn-Haltepunkt / Haltestelle | 1,150   | Fórum                                     | Fórum                                     |
| | 0000    |                                           |                                           |
| U-Bahn-Haltepunkt / Haltestelle (Strecke außer Betrieb) |         | Boa Viagem                                | (2. Abschnitt)                            |
| U-Bahn-Haltepunkt / Haltestelle (Strecke außer Betrieb) | 2,520   | Lagoas Park                               | (2. Abschnitt)                            |
| U-Bahn-Haltepunkt / Haltestelle (Strecke außer Betrieb) |         | Campo da Bola                             | (3. Abschnitt)                            |
| U-Bahn-Haltepunkt / Haltestelle (Strecke außer Betrieb) |         | Mercado                                   | (3. Abschnitt)                            |
| U-Bahn-Haltepunkt / Haltestelle (Strecke außer Betrieb) |         | Leião                                     | (3. Abschnitt)                            |
| U-Bahn-Haltepunkt / Haltestelle (Strecke außer Betrieb) |         | Taguspark                                 | (3. Abschnitt)                            |
| |         | L.ª Sintra → Lissabon Rossio              |                                           |
| |         | Agualva/Cacém / São Marcos                | (3. Abschnitt?)                           |
| |         | L.ª Sintra → Sintra                       |                                           |

SATU (auch SATUO oder SATUOeiras), ausgeschrieben Sistema Automático de Transporte Urbano, war ein städtisches Verkehrssystem in Paço de Arcos, im Kreis Oeiras in Portugal. Die Strecke verlief vom Bahnhof Paço de Arcos (Linha de Cascais), bis  zum  Fórum —  dem Einkaufszentrum am Parque dos Poetas. Sie wurde am 7. Juni 2004 eingeweiht und war 1,15 Kilometer lang. Im Mai 2015 wurde der Betrieb eingestellt. Geplante Erweiterungen bis zum Anschluss an den Bahnhof von Agualva-Cacém (Linha de Sintra) wurden nie verwirklicht.

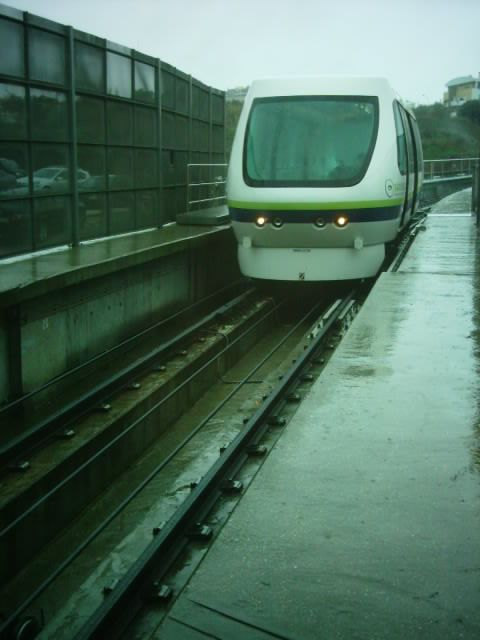
Wagen und Schiene der SATU

## Technische Daten

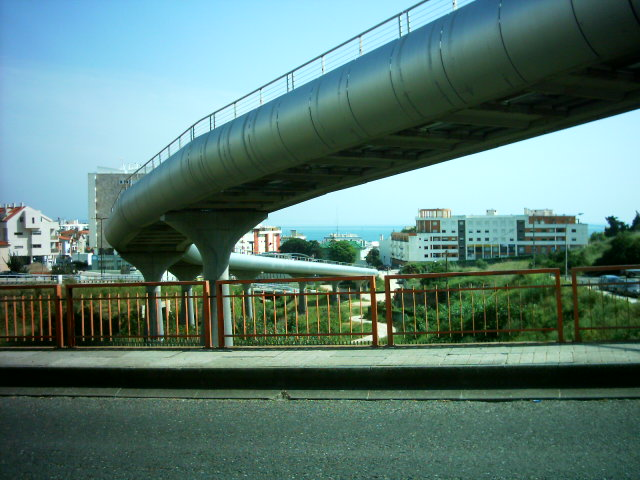
Das Viadukt bei Tapada

Der Zug bestand aus zwei unmotorisierten Kabinen mit einer Kapazität von 74 Steh- und 8 Sitzplätzen und wurde ohne Fahrer betrieben. Der Antrieb erfolgte wie bei einer Kabelstraßenbahn über einen Elektromotor in der Basisstation, der den Zug zentral nach vorn zieht. Er auf einem aus Beton erstellten Viadukt und erreichte eine Höchstgeschwindigkeit von 40 km/h.
Die Linie war eine Einspurbahn. Technisch wird sie in der Kategorie APM (automatic people mover) geführt.

## Fahrtzeiten
Die SATU fuhr täglich zwischen  8.00 Uhr und 00.30 Uhr. Die maximale Dauer einer Fahrt betrug vier Minuten. In wenig genutzten Zeiten konnte ein Fahrgast den Zug, wie einen Lift, starten sobald eine Fahrkarte gelöst wurde.

## Tickets

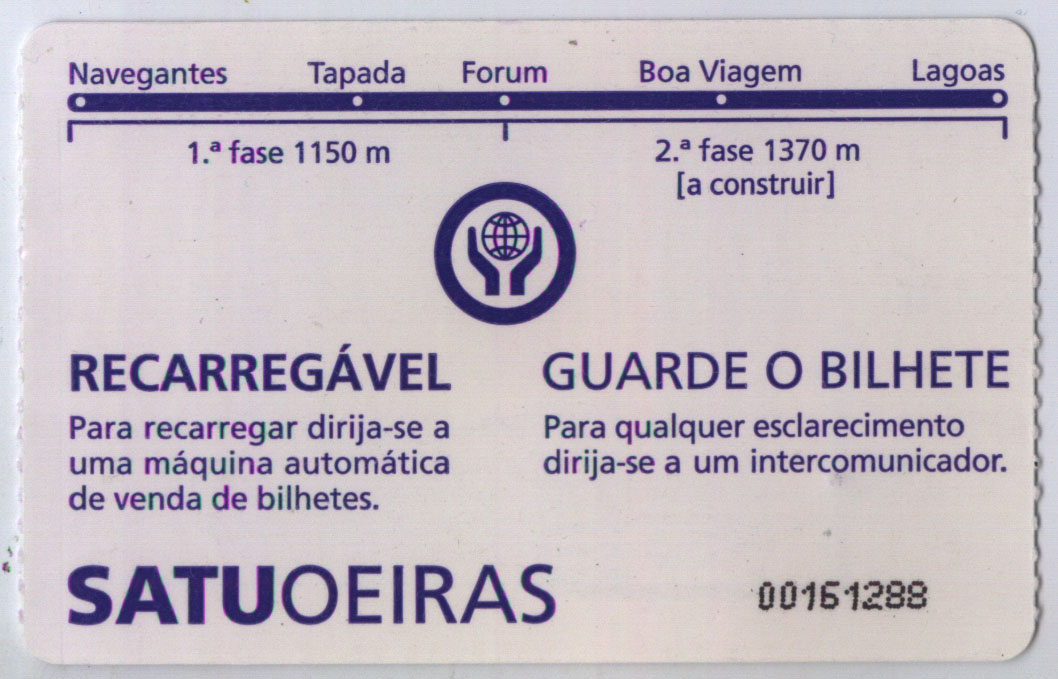
Ticket: Rückseite mit Darstellung der Linie (erster und zweiter Abschnitt)

Die SATU war nicht Teil des Verkehrsverbund der Region Lissabon.

## Geschichte
Das Projekt SATU wurde 2002 während der Amtszeit von Isaltino Morais als Landrat von Oeiras freigegeben, nachdem es während der Amtszeit von Teresa Zambujo fertiggestellt wurde. Es wurde nach einer Übereinkunft des Landkreises mit dem Unternehmen Teixeira Duarte realisiert. SATUOEIRAS - Sistema Automático de Transporte Urbano, E.M. wurde mit einer 51%iger Beteiligung des Kreises Oeiras und 49%iger Beteiligung des Unternehmens gegründet. Die Investitionen für den ersten Bauabschnitt beliefen sich auf 23 Millionen Euro.
Der Baubeginn für den zweiten Abschnitt hätte bereits beginnen sollen. Das Hauptinteresse daran hat das Unternehmen Teixera Duarte, das den Büropark Lagoas Park betreibt, und sich durch den Anschluss an die Bahn eine bessere Verkehrsverbindung erwartet.
Derzeit verhandelt der Rat der Stadt Oeiras über eine Übernahme des Anteils von Teixera Duarte, da sich die Bauunternehmung in Liquiditätsproblemen befindet und die Stadt den zweiten Bauabschnitt beginnen will. Allerdings herrscht hierzu eine gespaltene Meinung in der Camara Municipal.
Im Jahr 2007 betrugen die Umsatzerlöse von SATUOEIRAS - Sistema Automático de Transporte Urbano, EM 243.000 Euro, was einem 19 % Anstieg der Passagierzahlen und 14 % der Umsatzerlöse entspricht.
Die Câmaras von Oeiras und Sintra unterzeichneten im Juli 2009 ein Protokoll zur Zusammenarbeit, in dem erklärt wurde das auch Verhandlungen mit der Europäischen Investitionsbank geführt werden sollen, um neben staatlichen auch Mittel der Europäischen Union anzufragen, um die Verbindung zwischen den Städten zu bauen.
Der Betrieb wurde im Mai 2015 eingestellt. Die Anlagen sind verfallen.